# 매치박스 (영화)
"매치박스"(영어: Matchbox)는 공개 예정인 미국의 액션, 모험 코미디 영화이다. 샘 하그레이브가 감독을 맡았으며, 마텔의 장난감 매치박스를 바탕으로 한 작품이다.